# 中華まん
中華まん（ちゅうかまん）とは、小麦粉・水・砂糖・酵母・ベーキングパウダーなどをこねて発酵させて作った柔らかい皮で様々な具を包み、蒸した饅頭である。
皮の中の具の種類などによりそれぞれ個別名称もあり、肉まん・あんまんなど多岐にわたる。

## 名称とルーツ
直接の原型となったのは中国の「包子（パオズ）」であるとされ、名前の元は包子では無く、「饅頭 (マントウ)」という中国の蒸しパン。現代の中国にはおいては、具のないものは饅頭、具のあるものは包子と呼ばれている。日本においては、中身の具材も独自の発展を遂げている。  
中華まんは、中国の三国時代（220年頃）、蜀漢の宰相である諸葛亮が作らせたことが始まりといわれている（「伝説」節で後述）。
中華まんは料理であると同時に、餡子などを用いた和菓子の饅頭のルーツにもなっている。

## 日本の中華まん

### 販売場所
日本では中華街に伝わった大正・昭和の頃から各地で食べられており、中華料理店やスーパー・コンビニ・小さな売店における人気のテイクアウト商品となっている。家庭で作られる事は少ないがチルドや冷凍食品は多く販売されており、適した蒸し器に入れて解凍する他、蒸し器がない場合は加熱時に真空ができないようにゆるめにラッピングし、少量の水を加えて上で電子レンジで解凍する。コンビニエンスストアでは例年8月～9月頃より冬季にかけて、あるいは通年、スチームで蒸し上げた商品をカウンター商材の1つとして販売している。
底の部分にはシート（元々は竹の皮）が付されていることが多く、これは蒸し器とまんじゅうが付着するのを防ぐ役割がある。また種類が判別できるよう、シートに「肉まん」や「あんまん」といった文字を入れる場合もある。

### 中華まんの具
日本では、一般的には豚肉などを使用した肉まんや小豆餡のあんまんがあり、ピザまん・カレーまんなど中国には無い多様な変り種も販売されている。中国の包子は朝食や間食などの点心として食されることが多く、豚肉や中華葱・醤油・老酒などで作る肉まん、小白菜・干し豆腐・椎茸が入っている野菜まん、あんまんなど各種ある。皮は中華まんより薄くしっとりしている。詳しくは「包子」の項目に参考。

## 中華まんの歴史
日本で最初に登場したのがいつなのかは諸説ある。「中村屋」での発売は、1927年の「天下一品 支那饅頭」が最初である。これは大正14年に同社創業者の相馬夫妻が中国へ視察旅行した際、目に止まった「包子（パオズ）」と呼ばれていた具の入った饅頭を元に、帰国後に商品化したものである。
それ以前にも、中華街などの専門店や一部の中華料理店では、本場中国の中華まんが売られていたが、日本人の好みには合わなかったとされる。
神戸中華街（南京町）の「老祥記」の先代は、1915年に「豚饅頭」として売り出した同店の中国包子が日本の中華まんの起こりであるとしているが、現在の日本の中華まんと同一かどうかは定かではない。

## 主な具の種類

### 肉まん
「肉饅頭」の略で、豚肉と、タマネギ、タケノコ、干しシイタケなどの野菜をみじん切りにして煮たものを入れる。干し貝柱・オイスターソース・フカヒレなどを入れることもある。日本ではピロシキの具もこれに近い場合がある。皮の上部にはひねったような模様がつけられ、外見であんまんと区別される。作るときも具をそこから入れて閉じるためという側面もある。

#### 豚まん
西日本では肉まんの事を主に「豚まん」と呼ぶ。西日本において「肉」といえば一般的に牛肉を指すためである。関西地方で展開している551蓬莱では、初期に牛肉入りの「肉まん」が存在していた。ただし、全国展開している井村屋などの商品は、西日本でも他の地域と同じく「肉まん」として売られており、西日本でも「肉まん」の呼び名が通用しないわけではない。また、セブンイレブンのように、味付けや量の違いにより「肉まん」と「豚まん」の両方を販売するケースも見られる。11月11日を「豚まんの日」として申請しておりこれは豚の鼻の形にちなんだものとされている。また、その日に「KOBE豚饅サミット」を開催し、神戸をPRしている。

### あんまん

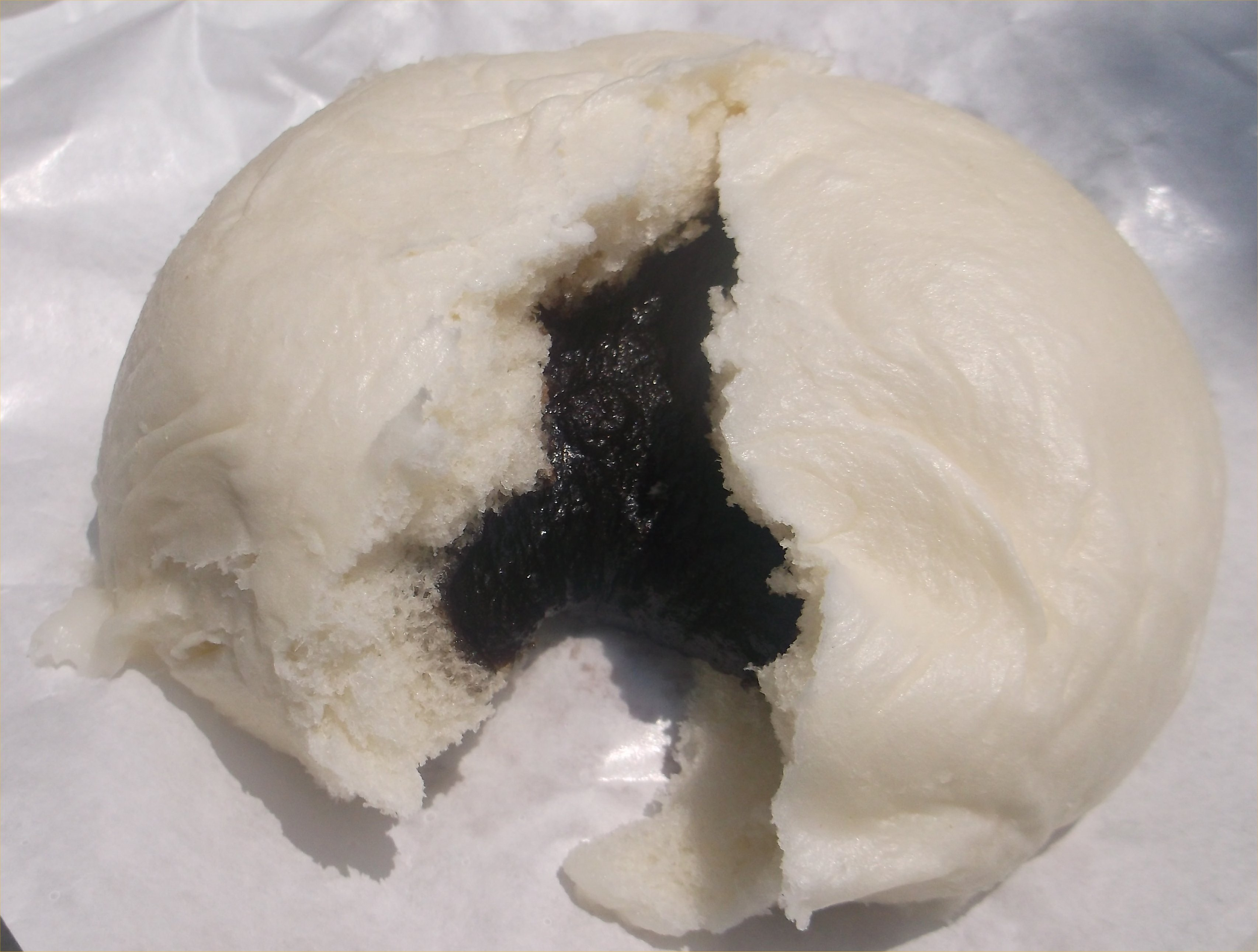
あんまん(こしあん・新宿中村屋)

小豆の餡を入れた、あんまんじゅう。肉まんや他の具材と区別するために食紅で中央に印をつけたものもある。コンビニエンスストアの場合、東日本ではこしあん、西日本ではつぶあんが販売されることが多い。一例を挙げると、セブンイレブンの場合では、北陸の一部と関東甲信越より東側が「ごまあんまん」、北陸の一部と中京より西側が「つぶあんまん」の販売地域となっている。

### チャーシューまん
中国でいう叉焼包に相当する。さいころ状に刻み甘辛く煮た焼豚を具とする。種類によっては皮の上部が割れて、この具の一部が外からも見えるようになっている。

### カレーまん

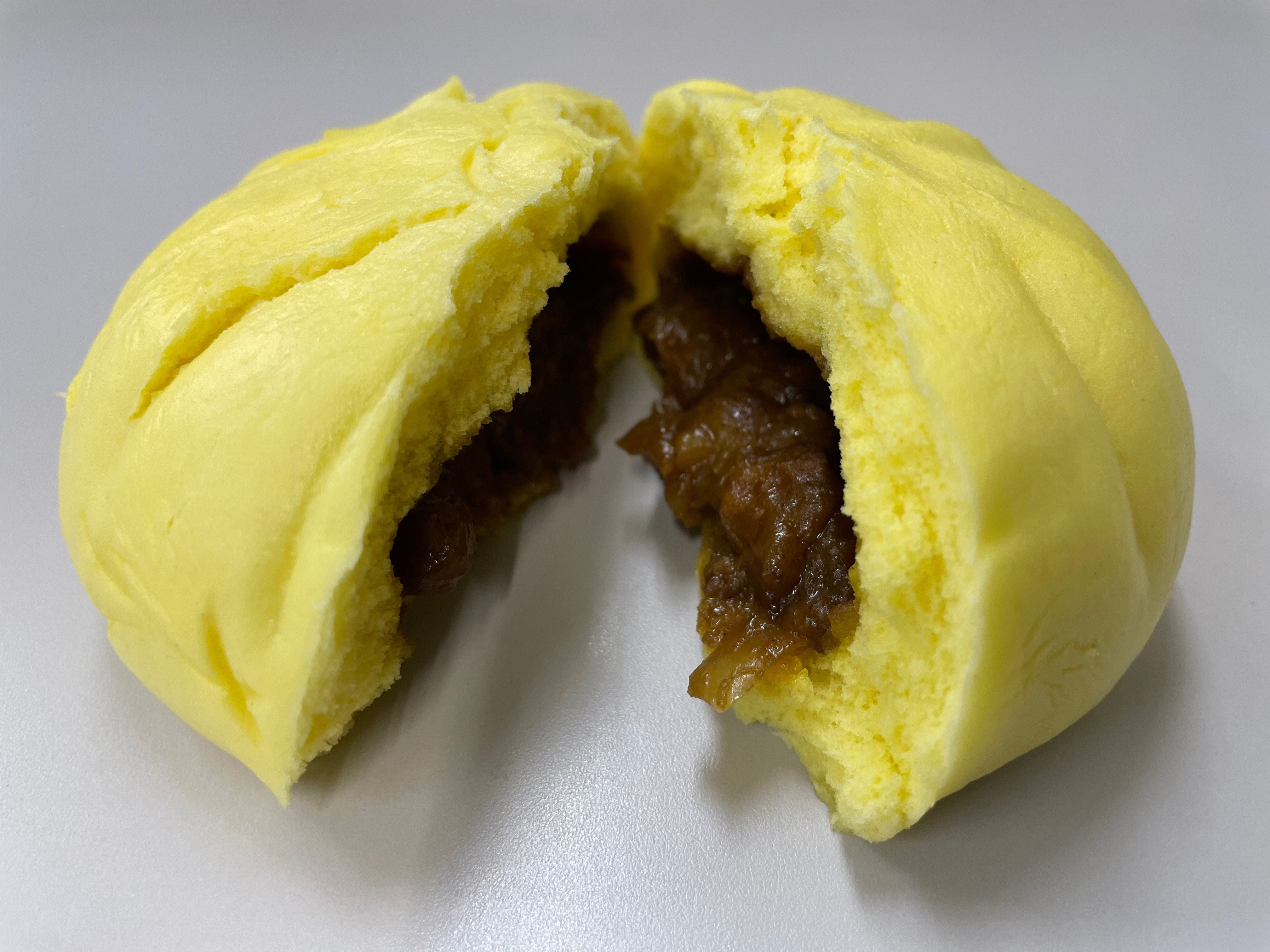
カレーまん

1977年（昭和52年）に井村屋から発売された。肉まんとあんまんしかなかった中に新たに現れたカレーまんは大ヒットし、その後のピザまん、イカスミまんなどの多様な中華まんが開発されるきっかけとなった。皮にターメリックや着色料などを加え、見た目がカレー色（黄色）をしている。具は肉まんまたは豚まんの具をカレー風味に調味したものや、カレーパンやドライカレーに近いものがある。

### ピザまん
1979年に井村屋が発売した際は「ピザ肉まん」という名称だった。
具をトマトケチャップで味付けしたもので本来のピザとは異なる風味であった。近年では中にチーズを入れ、イタリア風のトマトソースを使用するなど、本来のピザの味に近づけたものも多い。

### バリエーション
その他、コンビニエンスストアでは多種多様な中華まんが、大抵は期間限定で販売されている。
例: 豚角煮まん・てりやきチキンまん・チーズまん・塩豚まん・海鮮まん・グラタンまん・餃子まん・もんじゃまん・イカスミまん・チョコレートまん・カスタードクリームまん・キャラメルまん・プリンまん・さくらあんまん・焼き芋（安納芋）まん等々。

## 中華まん製造メーカー
- 井村屋
- 中村屋
- 山崎製パン
- 目黒五十番
- 五十番 神楽坂本店
  - 神楽坂五十番（神楽坂五十番 総本店)
- 桃太呂
- 崎陽軒
- 聘珍樓
- 江戸清
- 551蓬萊
- 蓬萊本館
- 二見の豚まん
- 老祥記
- 三桃食品九州工場
- 揚子江
- 平和会館
- 山珍
- 松阪鈴屋の牛まん
- 三宮一貫楼
- 大同行
- 大珍食品
- フタバ食品
- 台湾中華まん専門店福珠fukuju

## たれ・からし
- 中国地方から九州北部にかけて、コンビニで中華まんを購入すると、もれなく小袋入りの酢醤油と練り辛子がついてくる。酢醤油をつけるのは他の地方では見られない風習で、中国で黒酢を付ける習慣が、中華まんが伝わった当時の日本に黒酢が無かったために酢醤油で代用されたことによる。
- 関西のコンビニでも、小袋に入った練り辛子をサービスする習慣がある。酢醤油で食す習慣はあるものの、練り辛子やウスターソースで食すことも多い[15]。
- 逆に中部地方以東の東日本では肉まんには特に何も付けないという回答が多い[16]。

## 異物同名
東京の南千住では「にくまん」というフライにした魚肉練り製品が類似のモチモチとした食感の物がおでんの具として販売されている。

## 伝説
『三国志』で知られる諸葛亮は、南蛮征伐の帰りに風雨で川が氾濫し渡れなかったが、氾濫した川を鎮めようと願うとき水神に人間の首を切り落として捧げて祭るという南蛮の信仰を、戦いで失われた人命を人柱にこれ以上犠牲には出来ないとして、小麦粉を水で練った皮に羊や牛の肉を包んで饅頭（まんじゅう）を作り、人頭に代わって供えて川に投じると見事に氾濫は収まったという。これが饅頭（中華まん）の始まりとされている。

## 外部サイト
- KOBE 豚饅サミット